# لجنة البرلمان الأوروبي الفرعية للأمن والدفاع
اللجنة الفرعية للأمن والدفاع (بالإنجليزية: Subcommittee on Security and Defence)‏ والمعروفة اختصاراً بـ SEDE هي لجنة فرعية تابعة للجنة الشؤون الخارجية في البرلمان الأوروبي. وهي مسؤولة عن سياسة الأمن والدفاع الأوروبية، بما في ذلك المؤسسات والقدرات والعمليات، فضلاً عن تطوير العلاقات مع الشركاء الاستراتيجيين والدول غير الأعضاء في الاتحاد الأوروبي.

## قائمة رؤساء اللجنة
| الرئيس | الرئيس            | بداية المدة   | نهاية المدة | الكتلة السياسية | الكتلة السياسية | الدولة  |
| ------ | ----------------- | ------------- | ----------- | --------------- | --------------- | ------- |
|        | هانز جيرت بوترينغ | 1994          | 1999        |                 | EPP             | ألمانيا |
|        | كارل فون ووجاو ‏   | 1999          | 2009        |                 | EPP             | ألمانيا |
|        | أرنو دانجان ‏      | 2009          | 2014        |                 | EPP             | فرنسا   |
|        | آنا فوتيجا ‏       | 7 يوليو 2014  | 2019        |                 | ECR             | بولندا  |
|        | نتالي لوازو       | 10 يوليو 2019 | شاغل المنصب |                 | RE              | فرنسا   |